# Jakub Ondra
Jakub Ondra (ur. 7 września 1994 w Pradze) – czeski piosenkarz, autor tekstów, gitarzysta i artysta uliczny. W 2019 roku uczestniczył w krajowym konkursie Eurowizji.

## Życiorys
Zaczął śpiewać w wieku 7 lat i jako dziecko dołączył do chóru Bambini Di Praga. W wieku 15 lat artysta zaczął grać na gitarze.
W wieku 18 lat podpisał kontrakt z Czech Universal Music. W 2013 r. wydał swój pierwszy singiel pt. Malý Princ, a w 2015 r. nagrał przebój On The Menu (wytwórnia Sony Music). Jego singiel Reason To Love You znalazł się na 8. miejscu w oficjalnym zestawieniu top 100 w Czechach.
Swoich sił próbował także na niemieckojęzycznym rynku muzycznym, gdzie został nazwany czeską odpowiedzią na Eda Sheerana.